# La Thuile (Saboia)
La Thuile é uma comuna francesa na região administrativa de Auvérnia-Ródano-Alpes, no departamento de Saboia. Estende-se por uma área de 18,26 km². Em 2010 a comuna tinha 336 habitantes (densidade: 18,4 hab./km²).